# Municipalità di Hunter's Hill
La municipalità di Hunter's Hill è una local government area che si trova nel Nuovo Galles del Sud. Si estende su una superficie di 6 chilometri quadrati e ha una popolazione di 14.591 abitanti. La sede del consiglio si trova a Hunters Hill.